# Anqiu
Anqiu (chinesisch 安丘市, Pinyin Ānqiū Shì) ist eine kreisfreie Stadt in der ostchinesischen Provinz Shandong. Sie gehört   zur bezirksfreien Stadt Weifang und hat eine Fläche von 1.712 km² mit 926.894 Einwohnern (Stand: Zensus 2010).